# Bacariza
Bacariza es un barrio rural del municipio de Albacete (España) localizado al suroeste de la ciudad.
Está situado junto al Aeropuerto de Albacete, la Base Aérea de Los Llanos, la Maestranza Aérea de Albacete, la Escuela de Pilotos TLP de la OTAN y el Parque Aeronáutico y Logístico de Albacete. 
Su acceso principal se encuentra por la carretera de Peñas de San Pedro (CM-3203) a la altura de la Maestranza Aérea de Albacete, a través de su ramal CV-A-01.
Según el INE, tenía una población de 966 habitantes en 2017.